# Cell Phone
Ne doit pas être confondu avec The Cell.
Pour plus de détails, voir Fiche technique et Distribution.
Cell Phone (Cell) - aussi intitulé L'Appel des zombies - ou Cellulaire au Québec, est un film d'horreur américain réalisé par Tod Williams, sorti en 2016.

## Synopsis
Un mystérieux virus se propage de personne à personne via les téléphones portables. Les personnes touchées se transforment en zombies assoiffés de sang. En Nouvelle-Angleterre, des survivants s'organisent pour lutter contre ce fléau.

## Fiche technique
Sauf indication contraire, les informations mentionnées dans cette section peuvent être confirmées par la base de données cinématographiques IMDb,  présente dans la section « Liens externes ».
- Titre original : Cell
- Titre français : Cell Phone
- Titre québécois : Cellulaire
- Réalisation : Tod Williams
- Scénario : Adam Alleca et Stephen King, d'après le roman Cellulaire de Stephen King
- Direction artistique : John Collins
- Décors : Alex McCarroll
- Costumes : Lorraine Coppin
- Photographie : Michael Simmonds
- Montage : Jacob Craycroft
- Musique : Marcelo Zarvos
- Production : Michael Benaroya, Shara Kay, Richard Saperstein et Brian Witten, Xavier Gens (producteur délégué)
- Sociétés de production : Benaroya Pictures, International Film Trust, 120 dB Films, Cargo Entertainment et The Genre Company
- Société de distribution : Saban Films
- Pays de production :  États-Unis
- Langue originale : anglais
- Format : couleur - 2.35 : 1 - Dolby numérique
- Genre : horreur
- Durée : 98 minutes
- Dates de sortie :
  - États-Unis : 10 juin 2016 (VOD)
  - France : 21 septembre 2016 (sorti directement en DVD)
- Interdit aux moins de 16 ans

## Distribution
Sauf indication contraire, les informations mentionnées dans cette section peuvent être confirmées par la base de données cinématographiques IMDb,  présente dans la section « Liens externes ».
- John Cusack (VF : Renaud Marx ; VQ : Pierre Auger) : Clay Riddell
- Samuel L. Jackson (VF : Thierry Desroses ; VQ : James Hyndman) : Tom McCourt
- Isabelle Fuhrman (VF : Chloé Renaud ; VQ : Catherine Brunet) : Alice Maxwell
- Clark Sarullo (VF : Aurélie Boquien) : Sharon Riddell
- Ethan Andrew Casto : Johnny Riddell
- Owen Teague (VF : Benjamin Bollen ; VQ : Sébastien René) : Jordan
- Stacy Keach (VF : Bernard Tiphaine ; VQ : Denis Mercier) : Charles Ardai
- Joshua Mikel : Raggedy
- Anthony Reynolds (VF : Boris Rehlinger ; VQ : Tristan Harvey) : Ray Huizenga
- Erin Elizabeth Burns (VQ : Annie Girard) : Denise
- Wilbur Fitzgerald : Geoff
- Catherine Dyer (en) : Sally
- E. Roger Mitchell : Roscoe
- Alex ter Avest (en) : Chloe
- Gaby Leyner : Maddy

 Source et légende : version française (VF) sur RS Doublage et selon le carton du doublage français sur le DVD zone 2 ; version québécoise (VQ) sur Doublage.qc.ca.

## Accueil
Le film reçoit un accueil critique défavorable, recueillant 11 % de critiques positives, avec une note moyenne de 3,9/10 et sur la base de 47 critiques collectées, sur le site agrégateur de critiques Rotten Tomatoes. Sur Metacritic, il obtient un score de 38/100 sur la base de 15 critiques collectées.
En France, le film a été diffusé sur la chaîne C8 le 17 septembre 2017 et le 24 avril 2018 sous le titre L'Appel des zombies.